# Estevam Ângelo de Souza
Estevam Ângelo de Souza foi um pastor da igreja Assembleia de Deus no Maranhão. Liderou por décadas a igreja no estado, desde meados dos anos 50 até seu falecimento, em 1996. Sua atuação se deu na institucionalização da igreja na região, bem como no desenvolvimento de atividades tais como o trabalho missionário, a realização de obras assistenciais e a abertura de novos templos.
Participou na construção de instituições de educação e formação teológica, como o Colégio Evangélico Bueno Aza e e a FATEAD (Faculdade de Teologia da Assembleia de Deus), ligada ao IBPM (Instituto Bíblico Pentecostal do Maranhão). Sob sua condução, a Assembleia de Deus se tornou a maior igreja evangélica do Maranhão.
De família católica, foi batizado e se tornou membro da Assembleia de Deus em abril de 1944, aos 21 anos. Iniciou o trabalho missionário no interior do Piauí, onde se casou, tendo sido ordenado pastor em 1952, pouco antes de perder a primeira mulher, com quem teve três filhos. No ano seguinte se casou outra vez, tendo com a segunda esposa mais seis filhos. Em 1954 se mudaria para São Luís, a convite do pastor Alcebíades Pereira de Vasconcelos. Na capital maranhense assumiu posições de direção na igreja já em 1957, realizando o trabalho missionário, assistencial e educativo já mencionado, por mais de quatro décadas. Dentro de seu esforço de evangelização, atuou como missionário entre indígenas dos povos guajajara e canelas, em aldeias próximas ao município de Barra do Corda. Faleceu em 1996, em um acidente de trânsito.
Publicou 12 livros, além de opúsculos e artigos no jornal Mensageiro da Paz.